# Rudyard Kipling
Joseph Rudyard Kipling (Bombay (Brits-Indië), 30 december 1865 – Londen, 18 januari 1936) was een Britse schrijver en dichter. Hij schreef onder meer The Jungle Book, met onder andere de verhalen over het jongetje Mowgli dat door wilde dieren wordt opgevoed. Hier werden meerdere films op gebaseerd, onder andere door Disney.
Tot de andere verhalende werken van Kipling behoren onder meer Plain Tales from the Hills en Kim. Kipling ontving in 1907 als eerste Brit de Nobelprijs voor Literatuur. Zijn gedicht If— (1910) werd in 1995 door de Engelsen verkozen tot hun favoriete Engelse gedicht. Het is een advies van een vader aan zijn jonge zoon. Het verhaal The Man who would be King is verfilmd, met Michael Caine en Sean Connery.

## Waardering
Tot de jaren 1950 werd Kipling wereldwijd hooggeschat. Zijn populariteit nam af naarmate het kolonialisme niet meer als een volstrekt natuurlijk gegeven werd aangezien; zijn verhalen en gedichten zijn immers grotendeels te situeren op de achtergrond van koloniaal India. Intellectuelen als George Orwell verwierpen het werk van Kipling omdat hij "bijna een fascist" geweest zou zijn.
Kipling was een voorstander van het Britse imperialisme. Zo schreef hij het gedicht The white man's burden (De last van de blanke), waaruit hegeliaanse meester-knechtdialectiek en racisme naar voren komen: de blanke man sleept de kleurlingen als last met zich mee en brengt ze beschaving bij.
Na het Bloedbad van Amritsar, waarbij op 13 april 1919 honderden geweldloos protesterende Indiërs werden vermoord onder gezag van generaal Reginald Dyer, noemde Kipling hem "the man who saved India" (de man die Indië redde).
Zijn teksten en gedichten zijn heel toegankelijk door een meestal voor eenieder duidelijke betekenis en (vooral in de gedichten) een natuurlijk ritme dat zich leent voor declamatie: If— is hiervan het schoolvoorbeeld. Dit gedicht wordt bijzonder gewaardeerd in sportkringen — men denke aan de ontvangsthal van het tenniscentrum in Wimbledon — en in de oorspronkelijke scouting van Robert Baden-Powell. Kipling schreef sommige gedichten bijna fonetisch op om zo de typische lokale dialecten vast te leggen.

## Invloed
Kipling verrijkte de Engelse taal met tal van uitdrukkingen, soms slecht begrepen, zoals East is East, and West is West, and never the twain shall meet. Het gedicht stelt dat moed en eergevoel boven alle verschillen tussen mensen uitgaan. Ook de term law of the jungle is afkomstig uit een boek van Kipling, The Jungle Book. Danegeld, een dwangbelasting van de Vikingen, is een oude term die Kipling nieuw leven inblies: That if once you have paid him the Danegeld,/ You never get rid of the Dane. Wie op chantage ingaat, zal altijd moeten blijven betalen.
Daarnaast staat Kipling ook bekend voor het (nu controversiële) gedicht "The white man's Burden". In het gedicht komt het etnocentrisme van het westen duidelijk naar boven. The white man's burden is tegenwoordig een eufemisme geworden voor racisme, kolonialisme en imperialisme.
Ondanks zijn soms triomfalistische toon, schreef Kipling ter gelegenheid van het zestigjarig regeringsjubileum in 1897 van koningin Victoria een gedicht dat Recessional heet, te vertalen als Teruggang. Hierin wordt verwezen naar het lot dat grote en machtige naties treft: ooit zullen zij net als Nineveh en Tyrus ten onder gaan, terwijl alleen God eeuwig is. Kipling was een bewonderaar van het Britse rijk en de mannen die het vestigden en handhaafden, maar kon ook non-conformistisch zijn, zoals in zijn gedicht over kanker en euthanasie.
Kipling hield van dieren. Met name honden spelen een grote rol in zijn meer sentimentele gedichten, maar ook paarden, hyena's, wolven, runderen en slangen waren onderwerpen voor zijn poëzie.

## Bibliografie

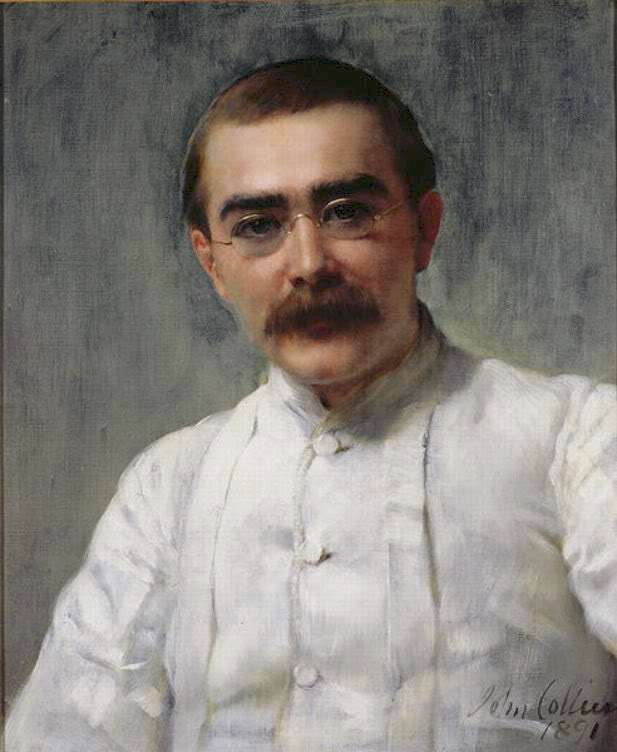
Rudyard Kipling, Portret door John Collier, 1891

## Citaat
- Mannelijk-chauvinistisch citaat: "A woman is only a woman, but a good cigar is a smoke". Bron: The Betrothed